# Paramenesia theaphia
Paramenesia theaphia là một loài bọ cánh cứng trong họ Cerambycidae.